# Iridearum Genera
Iridearum Genera (abreviado Irid. Gen.) es un libro con ilustraciones y descripciones botánicas que fue escrito por el  botánico y escritor inglés John Bellenden Ker Gawler y publicado en Bruselas en el año 1827 con el nombre de Iridearum Genera cum Ordinis Charactere Naturali, Specierum Enumeratione Symonymisque. Bruxellis